# Spermophilus relictus
Spermophilus relictus là một loài động vật có vú trong họ Sóc, bộ Gặm nhấm. Loài này được Kashkarov mô tả năm 1923.